# Lioré et Olivier LeO H-246
El Lioré y Olivier LeO H-246 fue un gran hidrocanoa comercial cuatrimotor diseñado y construido por el fabricante de aviones francés Lioré-et-Olivier para cumplir con una especificación de 1935 de un hidrocanoa comercial para operar en las rutas mediterráneas de la aerolínea de bandera Air France. 

## Desarrollo e historial operativo
La firma Société de Constructions Aéronautiques d'aquaplanes "Lioré et Olivier", inició los trabajos de diseño para cumplir con los requisitos de la especificación oficial emitida el 27 de febrero de 1935, solicitando diseños para un hidrocanoa comercial de 26 plazas concebido para operar en las rutas transmediterráneas de la aerolínea de bandera Air France .

## Descripción
En lineras generales, el LeO H-246 era un monoplano de ala de parasol , cuatrimotor de construcción mixta y propulsado por cuatro motores V12 Hispano-Suiza 12Xir1 (dos giro hélice a izda.) / 12Xjrs1 (dos giro a dcha.) de 720 hp (537 kW) refrigerados por líquido e instalados en góndolas aerodinámicas por delante del borde de ataque del ala; un casco de dos redientes construido en duraluminio de diseño similar al del LeO H-470 y una capacidad para 26 pasajeros y una tripulación de cuatro.
El ala de dos largueros, montada sobre el casco en un pilón, tenía una cuerda y un grosor constantes en el área entre los motores, sin embargo, las partes exteriores tenían una cuerda y un grosor ahusados, así como un ángulo transversal en V. Los flaps y alerones estaban ubicados en el borde de fuga a lo largo de toda la envergadura del ala, que estaba dividida en varios compartimentos estancos con un revestimiento de madera contrachapada, los flaps y los alerones eran de duraluminio y estaban cubiertos con lona impermeable. Los flotadores estabilizadores reforzados con puntales estaban ubicados aproximadamente en la mitad de la envergadura del ala. Las superficies de la unidad de cola tenían una construcción en duraluminio con superficies móviles recubiertas de tela. Al igual que con el H-47, el timón se dividió en secciones superior e inferior.
La cabina de los pilotos estaba sobreelevada por encima del compartimento de pasaje. La parte delantera derecha del fuselaje tenía un compartimento de amarre, a continuación, la cabina de pilotos sentados uno al lado del otro, detrás de la cual se encontraban las cabinas del navegante y del radio operador, con la puerta que separaba a la tripulación que estaba situada delante en el lado de estribor. La zona de pasajeros estaba dividida en dos partes por un aseo situado a estribor y un mini-bar situado a babor. En la proa del lado de estribor había ocho asientos, en dos compartimentos ubicados en pares uno frente al otro, y en el lado de babor, otro par de asientos gemelos enfrentados y, detrás de ellos un par de asientos orientados hacia atrás, con un total, de catorce plazas de pasaje en la parte delantera. En la parte trasera, el lado de estribor contaba con dos compartimentos con asientos uno frente al otro (8 plazas) y, en el lado de babor, cuatro asientos individuales mirando hacia adelante con un total de 12 plazas y detrás un habitáculo para equipaje y carga. La puerta de entrada estaba situada en el lado de babor detrás del compartimiento de pasajeros. El casco contaba con diez ventanillas a cada lado. 

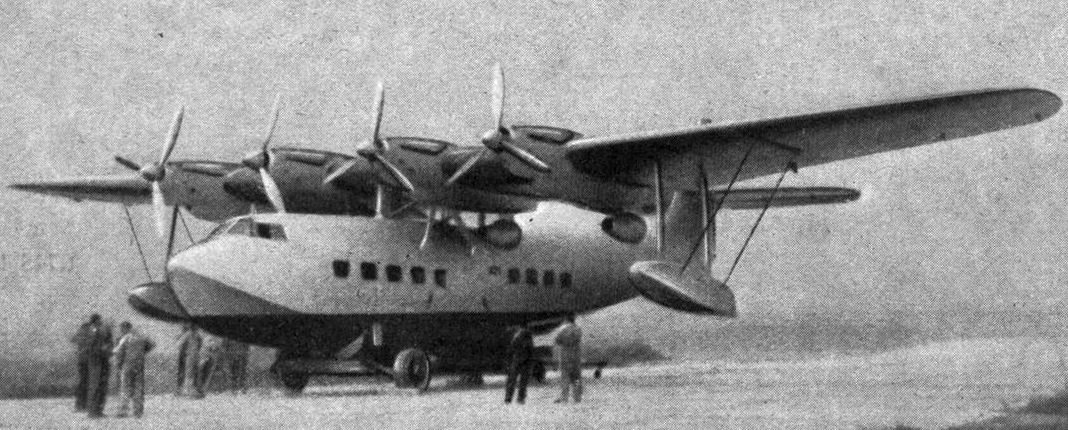
Prototipo LeO H-246. Fotografía en L'Aerophile, noviembre de 1937

El prototipo realizó su primer vuelo en la Laguna de Berre el 30 de septiembre de 1937. Las pruebas de vuelo con el Leo H-246 no habían concluido cuando, en enero de 1938, Air France firmó un contrato por seis aparatos de este tipo. Las pruebas del fabricante se completaron a finales de marzo de 1938, y el prototipo voló a la Base d'aéronautique navale de Fréjus-Saint Raphaël para las pruebas oficiales. 
Sin embargo, durante las pruebas con mar picada en enero de 1939, el casco sufrió importantes daños, por lo que posteriormente se reforzó y, completando las pruebas oficiales en abril de 1939, momento en el que cinco aviones de los seis encargados estaban en la línea de producción.
Como la compañía Lioré et Olivier había sido nacionalizada en 1936, se construyeron los cascos de la producción LeO H-246.1 en la planta de Vitrolles a orillas de la Laguna de Berre de la nueva organización Société Nationale des Constructions Aéronautiques du Sud-Est - SNCASE , y se registró el primer avión de producción como F-AREI Senegal. A continuación apareció el prototipo original, registrado F-AOUJ reconfigurado a los estándares de producción y a punto de entrar en servicio en la ruta Marignane-Argel a principios de la II Guerra Mundial.

## Operaciones
Al comienzo de las hostilidades,la Marine Nationale inmediatamente preparó planes para requisar los seis aparatos y equipar la Escadrille 10E con ellos. Sin embargo, Air France todavía los necesitaba y la marina acordó hacerse cargo de solo cuatro de los aviones. Esto permitió a Air France iniciar operaciones con el prototipo en la ruta Marignane – Argel el 14 de octubre de 1939.
El segundo aparato de producción registrado F-AREJ Mauritanie fue completado como un hidrocanoa de transporte comercial; no así, el tercer aparato, que fue modificado para la Aeronavale para realizar tareas de reconocimiento marítimo con una posición acristalada en la proa para un bombardero /navegante, bastidores para hasta 600 kg de bombas (4 de 150 kg) debajo de las alas entre las góndolas de los motores y provisión para la instalación de un armamento defensivo de cuatro ametralladoras Darne cal. 7,5 mm . Este aparato voló por primera vez el 21 de junio de 1940, y y pocos días después fue enviado a Marignane en la Étang de Berre a fin de instalarle el armamento y el 25 de agosto de 1940, el avión fue entregado a la Escadrille 9E, del Ejército del Aire Francés de Vichy . Todavía se encontraba en Berre en agosto de 1942, cuando las fuerzas alemanas durante la Operación Anton ocuparon la Francia de Vichy; se desconoce con exactitud su destino final.
Los tres aviones de producción restantes F-AREL Oranie, F-AREM Algerie y F-AREN Tunisie (números de serie 405-407) serían completados como hidrocanoas comerciales para Air France y junto con los otros dos aparatos F-AREI Senegaly F-AREJ Mauritanie, utilizados en las rutas desde [Marignane a Argel, Ajaccio, Oran y Trípoli hasta primeros de noviembre de 1942. 
En noviembre de 1942, los aliados inician la Operación Torch y desembarcan en el Marruecos y Argelia franceses adscritos al régimen de Vichy; en respuesta, se ordena al ejército alemán ocupar ( Operación Anton ) el territorio de la Francia de Vichy. Se apoderaron del único H-246 de la Armada francesa, junto con tres aviones de Air France. Los dos aviones restantes (F-AREI / F-AREL) estaban en Argel en aquellos momentos y escaparon así de los alemanes. (el prototipo H.246 había sido retirado del uso en 1941).
La Luftwaffe se hizo cargo de los tres aviones incautados a Air France enviándolos en un principio al Erprobungsstelle See en Priwall - Travemünde , un centro de pruebas para aviones marinos, para más tarde, ser integrados en el 3./Kampfgeschwader 200 (KG 200) como 24 + 61 (ex F-AREJ), 24 + 62 (ex F-AREM) y 24 + 63 (ex F-AREN). Fueron armados con cinco ametralladoras MG 15 como armamento defensivo y transportando hasta 21 soldados o 14 camillas, los aviones se utilizaron para diversas tareas, incluido el transporte en Noruega y sobre los lagos en Finlandia. El antiguo H-246 de la Aeronavale fue destruido en un lago en las cercanías de Lyon durante un bombardeo aliado en la primavera de 1944. Después de la guerra, la renovada Air France utilizó los dos H-246 (F-AREJ y F-AREL) supervivientes para reiniciar el servicio Marignane-Argel, continuando su operación hasta septiembre de 1946.
Referencia datos: Enciclopedia Ilustrada de la Aviación Vol.9 , pág. 2236 , Edit. Delta Barcelona 1982 ISBN 84-85822-74-9

### Características generales
- Tripulación: 4-5
- Capacidad: 26
 21 soldados o 14 camillas (H-246 requisados por la Luftwaffe)
- Longitud: 21,17 m
- Envergadura: 31,72 m
- Altura: 7,15 m
- Superficie alar: 131 m²
- Peso vacío: 9800 kg
- Peso máximo al despegue: 15000 kg
- Planta motriz: 4× V12 refrigerado por líquido 2 x Hispano-Suiza 12X irs1 rotación a izda. instalados a estribor (nos.3/4)
2 x Hispano-Suiza 12Xjrs1 rotación a dcha., instalados a babor (nos.1/2)[7].
  - Potencia: 522 kW (720 HP; 710 CV) cada uno.

### Rendimiento
- Velocidad nunca excedida (Vne): 330 km/h
- Velocidad crucero (Vc): 255 km/h
- Alcance: 2000 km 1100 mn
- Techo de vuelo: 7000 m

### Armamento
- Ametralladoras: 4× Darne cal. 7,5 mm  (H-426 Aeronavale)
- Puntos de anclaje: 4 con una capacidad de 150 kg, para cargar una combinación de:  
  - Bombas: 600 kg

| n.º. de serie n.º. construcción (cn) | Tipo  | Registro | Nombre     | Observaciones |
| ------------------------------------ | ----- | -------- | ---------- | --- |
|                                      | 246   | F-AOUJ   |            | Prototipo, actualizado al estándar de producción, operado por Air France en la ruta Marignane-Argel. Retirado del servicio en 1941 |
| 1 (cn 402)                           | 246/1 | F-AREI   | Sénégal    | Compañía Air France. Perdido en accidente en Ajaccio el 01.08.41                                                                   |
| 2 (cn 403)                           | 246/1 | F-AREJ   | Mauritanie | Air France. Requisado por la Luftwaffe, asignado al 3./KG 200, con código 24 + 61. Recuperado, continuo en servicio hasta 1946     |
| 3 (cn 404)                           | 246/1 | F-AREK   |            | Unidad destinada a la compañía Air France, pero modificada para la Aeronavale y utilizada para uso militar                         |
| 4 (cn 405)                           | 246/1 | F-AREL   | Oranie     | Operado por Air France en la ruta Marignane-Argel. Retirado del servicio en 1946                                                   |
| 5 (cn 406)                           | 246/1 | F-AREM   | Algérie    | Air France. Requisado para la Luftwaffe, asignado al 3./KG 200, con código 24 + 62                                                 |
| 6 (cn 407)                           | 246/1 | F-AREN   | Tunisie    | Air France. Requisado para la Luftwaffe, asignado al 3./KG 200, con el código 24 + 63                                              |

## Usuarios
Civiles
- Air France

Militares
- Aeronavale
- Ejército del Aire Francés de Vichy
- Luftwaffe